# Richard Rive
Richard Moore Rive, född den 1 mars 1931 i Kapstaden, Sydafrika, död den 4 juni 1989, var en sydafrikansk författare och litteraturkritiker, ansedd som en av Sydafrikas främsta novellförfattare.
I sin ungdom var Rive häcklöpare, och blev sydafrikansk mästare. 1949 tog han examen från University of Cape Town, och undervisade därefter i engelsk litteratur och latin. Rive var färgad, och kunde därför, till skillnad från landets svarta, studera i utlandet. Han utnyttjade detta för att resa i Afrika och Europa. 1966 tog han sin magisterexamen på Columbia University, och 1974 blev han fil dr efter en avhandling om Olive Schreiner på Magdalene College i Oxford.
Ett viktigt tema i Rives verk är livet som färgad, i en "mellangrupp" mellan svarta och vita. Han har översatts till ett dussin språk, och hans noveller är ofta representerade i antologier. Hans mest kända roman är förmodligen Buckingham Palace: District Six (1986).
Han mördades i Kapstaden 1989, och hans sista roman, Emergency Continued, publicerades postumt.